# Pont de Kazan
Le pont de Kazan (russe : Каза́нский мост) est un pont traversant le canal Griboïedov à Saint-Pétersbourg, en Russie. 
Il est situé près de la cathédrale Notre-Dame-de Kazan, d'où il tire son nom. On trouve en amont le pont Italien et en aval le pont de la Banque.

## Histoire
De 1766 à 1830, il portait le nom de pont Rojdestvensky (Рождественский мост, pont de la Nativité) et de 1923 à 1944, pont Plekhanov (мост Плеханова).

## Description
Sa longueur est de 18,8 mètres, et sa largeur de 95 mètres : c'est le deuxième pont le plus large de Saint-Pétersbourg après le pont Bleu. Il s'agit aussi du pont le plus bas de la ville, et donc aussi le seul sous lequel la navigation est interdite.
Le pont a été construit en 1765-1766 en lieu et place du précédent pont en bois pont Rojdestvensky (qui s'y trouvait depuis 1716), détruit lors du revêtement de granit des quais du canal Griboïedov.